# Liste der auszusondernden Literatur
Die Liste der auszusondernden Literatur ist eine vierbändige Publikation der ehemaligen Deutschen Zentralverwaltung für Volksbildung (DZVV) in der Sowjetischen Besatzungszone, die nach dem Zweiten Weltkrieg zu sekretierende Literatur enthält. Sie diente vor allem der Aussonderung von Büchern und Buchbeständen aus der Zeit des Nationalsozialismus.

## Befehle der Siegermächte
Am 13. Mai 1946 wurde mit Befehl Nr. 4 des Alliierten Kontrollrats die „Einziehung von Literatur und Werken nationalsozialistischen und militaristischen Charakters“ angeordnet. Alle Inhaber von Leihbüchereien, Buchhandlungen, Buchniederlagen und Verlagshäusern sollten den Militärbefehlshabern oder sonstigen Vertretern der Alliierten Behörden sämtliche nationalsozialistische Propaganda sowie alles Material, das zur militärischen Ausbildung und Erziehung beitragen könnte, ausliefern und „zwecks Vernichtung zur Verfügung stellen.“ Nach Einwänden von wissenschaftlichen Bibliotheken, die nun verbotene Literatur müsse der wissenschaftlichen Forschung und für behördliche Zwecke erhalten bleiben, wurde der Befehl am 10. August 1946 ergänzt um den Zusatz, dass eine begrenzte Anzahl von Exemplaren der verbotenen Schriften für Forschungs- und Studienzwecke von der Vernichtung ausgenommen und in besonderen Räumlichkeiten unter Aufsicht eingesehen werden können. Bestimmte Titel gaben die Alliierten nicht vor.

## Sowjetische Besatzungszone und DDR
Für die Sowjetische Besatzungszone war ein Befehl Marschall Schukows vom 15. September 1945 zur „Ausschaltung nazistischer und militaristischer Literatur“ vorausgegangen.  Zur Durchführung dieses Befehls erstellte die DZVV am 13. Februar 1946 Richtlinien für die Aufstellung einer „Liste des verbotenen Schrifttums“ für die Landes- und Provinzialverwaltungen.

### „Leipziger Listen“
Der Deutschen Bücherei in Leipzig und der Öffentlichen Wissenschaftlichen Bibliothek (später: Deutsche Staatsbibliothek) in Ost-Berlin wurde von der Sowjetischen Militäradministration (SMAD) die Anlage von Sondermagazinen mit sog. Sperrliteratur gestattet (seit 1961 „Abteilung für spezielle Forschungsliteratur“ ASF). Die einschlägigen Bestände anderer Bibliotheken wurden vernichtet („makuliert“). Grundlage für die insgesamt nicht systematische Titelermittlung waren die von der Deutschen Bücherei unter Aufsicht einer von der DZVV eingesetzten Buchprüfungskommission erstellten „Leipziger Listen.“ Die Deutsche Bücherei, die nur geringe Kriegsverluste im Bestand hatte, trug die organisatorische Hauptlast der Überprüfung von etwa zwei Millionen Büchern, die zu 35.000 Einträgen führte. Während sich die vorläufige Ausgabe nach dem Stand vom 1. April 1946 inhaltlich noch am Kontrollratsbefehl Nr. 4 orientierte, enthielten die weiteren Ausgaben auch nicht-marxistische, sozialdemokratische und trotzkistische (anti-stalinistische) Literatur, die sich gegen das herrschende System in der Sowjetunion und damit „gegen die Alliierten“ richtete, etwa Bücher von Friedrich Muckermann, einem entschiedenen Gegner des Nationalsozialismus. Außerdem wurde auf Befehl des SMAD auch „Trivialliteratur und Pornographie“ aussortiert.
Die Deutsche Staatsbibliothek wies Mitte der 1950er-Jahre einen Bestand von rund 150 000 Bänden auf, der zwar in Katalogen erschlossen war, aber nicht entliehen und nur bei „Nachweis ernsthafter wissenschaftlicher Arbeit“ mit einer besonderen Genehmigung des Leiters der Benutzungsabteilung (sog. Giftschein) genutzt werden durfte.
Mit Beschluss des Ministerrats der UdSSR über die Auflösung der Hohen Kommission der Sowjetunion in Deutschland vom 20. September 1955 wurde der Kontrollratsbefehl Nr. 4 für die DDR aufgehoben.
Ab 1990 wurden die sekretierten Werke überwiegend in den frei zugänglichen Gesamtbestand integriert und die ASF zum 29. April 1999 aufgelöst.

### Publizierte Bände
- Liste der auszusondernden Literatur. Herausgegeben von der Deutschen Verwaltung für Volksbildung in der sowjetischen Besatzungszone. Vorläufige Ausgabe nach dem Stand vom 1. April 1946 (Berlin: Zentralverlag, 1946).
- Liste der auszusondernden Literatur. Herausgegeben von der Deutschen Verwaltung für Volksbildung in der sowjetischen Besatzungszone. Erster Nachtrag nach dem Stand vom 1. Januar 1947 (Berlin: Zentralverlag, 1947).
- Liste der auszusondernden Literatur. Herausgegeben von der Deutschen Verwaltung für Volksbildung in der sowjetischen Besatzungszone. Zweiter Nachtrag nach dem Stand vom 1. September 1948 (Berlin: Deutscher Zentralverlag, 1948).
- Liste der auszusondernden Literatur. Herausgegeben vom Ministerium für Volksbildung der Deutschen Demokratischen Republik. Dritter Nachtrag nach dem Stand vom 1. April 1952 (Berlin: VEB Deutscher Zentralverlag, 1953).

### Zitat aus der Ausgabe von 1952
„I. Bücher
Folgende Gruppen von Büchern sind im ganzen zu sperren, ohne dass die Titel einzeln aufgeführt werden:
1. die nationalsozialistische Kleinliteratur, wie Dienstanweisungen für SS., SD., SA., HJ., BDM. usw., Berichte von NS.-Dienststellen, KdF-Reiseführer, Einblattdrucke mit nationalsozialistischen Gedichten und ähnliche ohne weiteres als NS-Schrifttum zu erkennende Druckschriften.
2. die Dienstvorschriften des Heeres, der Luftwaffe und der Marine und des Reichsarbeitsdienstes einschließlich der Instruktionen, Vorschriften usw. für militärische Dienststellen.
3. die seit dem Weltkrieg 1914–1918 erschienenen Geschichten und Gelegenheitsschriften deutscher Regimenter, Kompanien und sonstigen Truppeneinheiten,
4. die während des Weltkrieges 1914–1918 und in den folgenden Jahren erschienenen militärische und militaristische Kleinliteratur wie Ausbildungsbücher für Heeresangehörige, Kriegsberichte, Feldpredigten, Kriegsgedichte und ähnliches Schrifttum,
5. die Baupläne für Modelle von Flugzeugen, Kriegsschiffen und Kriegsfahrzeugen, in der Regel mit gedruckten Anleitungen versehen.
6. Die Broschüren und Flugschriften über den Versailler Vertrag, soweit sie zu einer gewaltsamen Lösung des Vertrages auffordern,
7. die Schulbücher aus den Jahren 1933–1945.

Als auszusondernde Schulbücher sind die während der nationalsozialistischen Regierung im Deutschen Reich erschienenen, im Unterricht der Volks-, Mittel- und Oberschulen sowie der obligatorischen Fachschulen benutzten Lehrbücher anzusehen. Schulausgaben deutscher Literatur, Bücher für den fremdsprachlichen Unterricht und den Religionsunterricht, ferner Wörterbücher, Logarithmentafeln, Formelsammlungen und Vorbereitungsbücher für Lehrer fallen nicht unter das generelle Verbot; soweit Bücher dieser Art trotzdem auszusondern sind, werden die Titel derselben einzeln aufgeführt.“

## Westliche Besatzungszonen
Am 2. Mai 1945 erließ das Oberkommando der Alliierten, Supreme Headquarters Allied Expeditionary Force (SHAEF), das SHAEF-Gesetz Nr. 191 zur „Kontrolle über Druckschriften, Rundfunk, Nachrichtendienst, Film, Theater und Musik und Untersagung der Tätigkeit des Reichsministeriums für Volksaufklärung und Propaganda“. Danach waren u. a. „das Drucken, Erzeugen, Veröffentlichen, Vertreiben, Verkaufen und gewerbliche Verleihen von Zeitungen, Magazinen, Zeitschriften, Büchern, Broschüren, Plakaten, Musikalien und sonstigen gedruckten oder mechanisch vervielfältigten Veröffentlichungen“ in den westlichen Besatzungsgebieten verboten. Zuwiderhandlungen konnten von einem Gericht der Militärregierung mit der Todesstrafe geahndet werden.
In der britischen Besatzungszone wurden im Jahr 1947 vom Englisch-Deutschen Landesausschuss zur Ausmerzung nationalsozialistischer und militaristischer Literatur eigene Richtlinien für die „Säuberung“ der Bibliotheken von unerwünschter Literatur veröffentlicht, die sich eng an den Vorgaben des Kontrollratsbefehls Nr. 4 von 1946 orientierten. Die Stadtbibliothek Bielefeld besitzt bis in die Gegenwart rund 6000 Bände nationalsozialistischer Schriften, die separiert vom übrigen Bestand im verschlossenen Magazin aufbewahrt und ausschließlich zu wissenschaftlichen Zwecken gelesen und nicht kopiert werden dürfen.
Mit dem Gesetz Nr. 16 der Alliierten Hohen Kommission vom 16. Dezember 1949 wurde der Kontrollratsbefehl Nr. 4 für die Bundesrepublik Deutschland außer Wirkung gesetzt.

## Österreich
Das Wiener Bundesministerium für Unterricht gab 1946 eine Liste der gesperrten Autoren und Bücher (OCLC 60041523) heraus.